# 舟橋和宏
舟橋 和宏（ふなばし かずひろ、1988年3月24日 - ）は、東京都出身の日本の弁護士（東京弁護士会所属）。芸能プロダクションELBS Entertainment所属。
芸能・エンターテインメントを多く扱うレイ法律事務所において、特にアニメーション・漫画に関連する法律問題等（事務所移籍・退所トラブル、誹謗中傷、著作権、商標権）を主要な業務分野とし、メディアからはエンタメ業界の問題に詳しい弁護士として紹介される。
アーティストグループ名が所属事務所ではなく当該メンバーらに帰属するとの判決を獲得。

## 略歴
- 2003年 - 中央区立晴海中学校卒業
- 2006年 - 東京都立白鷗高等学校卒業
- 2010年 - 明治大学法学部法律学科卒業
- 2013年 - 駒澤大学法科大学院修了、新司法試験合格
- 2015年 - 司法修習修了後、東京弁護士会登録（67期）。都内法律事務所入所。駒澤大学法科大学院非常勤嘱託（アドバイザー弁護士）就任（～現在）
- 2016年 - レイ法律事務所入所

## 主要取扱事件等
- 芸能事務所社長による準強制わいせつ被疑事件

被害者である女性声優の代理人を務め、被害者を特定することについて慎重な配慮を求めるといった声明を発表した。なお、上記事件において、東京地方裁判所は、２０２０年１２月１４日、被告人に懲役2年6月の実刑判決を言い渡した。
- FEST VAINQUEUR事件

1. （東京高決令和2年7月10日令和元年（ラ）第2075号 判例時報 No.2486）[4]　アーティスト側の代理人として、「各アーティストにアーティストグループ名（芸名）に関するパブリシティ権が帰属し、事務所側に永続的利用権が認められない」「アーティストらは，本件グループ名を使用する人格的権利を特段の制約なく行使することができ、事務所側が本件グループ名の使用を妨害する行為をし、又はこのような行為をするおそれがある場合には、その差止めを求めることができるというべき」等と判断した裁判例を獲得[5]。
2. （東京地裁令和4年4月28日　事件番号令元（ラ）35186号）　退所後のマネジメント事務所による妨害行為がアーティストらの営業権を侵害するとして損害賠償責任を認め、一部認容判決を獲得[6][7]。
3. （知財高裁令和4年12月26日　事件番号 令和4（ネ）第10059号）　退所後のマネジメント事務所による妨害行為がアーティストらの営業権等を侵害するとして損害賠償責任を認め、前記２の一審判決を大幅に変更し、全額認容判決を獲得。さらに、「事務所退所後の６か月間の活動禁止」とする競業避止義務条項についても、「本件条項による制約には何ら合理性がないというほかないから、本件条項は公序良俗に違反し無効」との判断した裁判例を獲得[8][9]。

- シンガーソングライターのしほり氏の公表権侵害、氏名表示権侵害に関する損害賠償請求事件の代理人弁護士を務める[10]。

## メディア出演歴

### テレビ
- プライムニュース イブニング（2019年2月 フジテレビ）飲食店内における店員の不適切動画投稿についてコメント
- めざましテレビ（2019年6月 フジテレビ）ヨドバシカメラ京都におけるエヴァンゲリオン2号機フィギュア転売防止措置についてコメント
- Nスタ（2022年7月24日 TBS）渋谷駅非常停止ボタンに関するトラブルについてコメント[11][12]
- とにかくゆるく過ごしたい！～目指せ！立辰出世スペシャル～（2024年1月1日 AT-X）ゲスト出演
- よんチャンTV（2024年1月31日、2月9日 毎日放送）セクシー田中さん原作者トラブルについてスタジオ解説[13]

### インターネット
- #アベプラ（2022年11月29日 ABEMA）魔改造フィギュアと二次創作　スタジオ出演[14][15]

### 取材
- 2ちゃんねるが読売新聞コラムを全文転載し炎上　問題ないか弁護士に聞いた（2016年9月13日 Sirabee）[16]
- 京大入学式の「歌詞引用」に著作権料を請求？　JASRACに真相を聞いた（2017年5月20日 Sirabee）[17]
- 刀剣乱舞の目薬は転売や譲渡で犯罪に？　弁護士は「法律に抵触する可能性も」（2019年12月13日 Sirabee）[18]
- 忘年会・新年会の無断キャンセルは犯罪になる？　弁護士の見解は（2019年12月25日 Sirabee）[19]
- 【コミケ97】過激コスプレは『表現の自由』か？ モラル低下が懸念される露出ぶり、弁護士の見解（2019年12月29日 ORICON NEWS）[20]
- 【コミケ97】「宇崎ちゃん献血ポスター」炎上は勘違いが発端？ その問題点を弁護士と運営に聞いた（2019年12月31日 ORICON NEWS）[21]
- 消毒液代わりの「高濃度アルコール」が高額転売　犯罪になるのか弁護士に聞いた（2020年4月17日 Sirabee）[22]
- 『鬼滅の刃』グッズはどこまでがOK？ 氾濫する偽物、地域振興…その境界を弁護士に聞く（2020年11月7日 ORICON NEWS）[23]
- キメハラに代表される「なんでもハラスメント時代」、問題提起の一方で弊害も（2020年12月21日 ORICON NEWS）[24]
- 『ファークライ6』みたいに火炎放射器って作ってもいいの？専門家に訊いて、実際にぶっ放してみた（2021年10月1日 Game*Spark）[25]
- 「山手線止めているんだぞ」JR駅員が激高 “財布拾って”と乗客が停止ボタン 専門家「賠償責任問われる可能性も」（2022年7月6日 TBS NEWS DIG）[11]
- 「業界分析が甘い」同人誌〝転売自由化論〟オタク弁護士の違和感」（2022年10月28日 withnews）[26]
- 《15枚3万円》安倍晋三元首相の写真がメルカリで大量出品　著作権侵害にあたる可能性も （2023年2月27日 NEWSポストセブン）[27]
- ウーバーイーツ「写真詐欺店」は法的にアウト？　弁護士は景品表示法違反の恐れを指摘（2023年5月6日 Sirabee）[28]
- セクハラは依然「日常」 声優たちの過酷な境遇（2023年5月22日 『週刊東洋経済』2023年5月27日号「アニメ　熱狂のカラクリ」）[29][3][30]
- 食中毒ユッケ事件の『焼肉酒家えびす』が12年たって破産、弁護士が明かす「今さら」の理由と「遺族は“わかりました”としか言えない」1億円超“賠償金”の行方 （2023年6月17日 週刊女性PRIME）[31]
- 漫画の表紙をSNSにアップしたら「著作権侵害の可能性」…？　弁護士の指摘に驚き（2023年9月19日 Sirabee）[32]
- 人気グループ「GReeeeN」改名、一部ファンから戸惑いの声…旧事務所の「商標登録」が原因だった？（2024年4月5日 弁護士ドットコムニュース）[33]
- 氷川きよし独立で気になる愛称「Kiina」の行方　前事務所が商標出願、認められる可能性は？（2024年5月3日 弁護士ドットコムニュース）[34]
- 「脚本を書き換えられた」 東出昌大さん主演映画めぐる訴訟、脚本家が一部勝訴…同一性保持権ってどんなもの？（2024年6月4日 弁護士ドットコムニュース）[35]
- 「スラムダンク」映画ポスターに「酷似」と物議、市長選で配布されたチラシは「著作権侵害」か？（2024年6月15日 弁護士ドットコムニュース）[36]
- 【弁護士が解説】生成AIをビジネスで使う際の法的リスク！トラブルや炎上を防ぎ、ビジネスに生かす活用方法とは（2024年8月30日 ビズクロ）[37]
- トルコの「無課金おじさん」、あの射撃スタイルで今度は商標を撃ち抜く？ 登録申請の行方は（2024年9月7日 弁護士ドットコムニュース）[38]
- サンリオ「クロミ」著作者人格権をめぐり訴訟に発展　グッズはもう買えなくなる？（2025年3月1日 弁護士ドットコムニュース）[39]
- 『まんが甲子園』最優秀賞作品が失格に…何が問題だった？　「見た目が似ているだけ」＝「著作権侵害」ではない（2025年8月6日 弁護士ドットコムニュース）

## 監修

### ドラマ
- 緊急取調室SECOND SEASON（2017年6月8日 テレビ朝日）
- 離婚しようよ（2023年6月22日 Netflix）

### バラエティ
- じっくり聞いタロウ〜スター近況（秘）報告〜（2024年11月7日 テレビ東京）

## 書籍
- 法科大学院はどうなるー若手弁護士の声（2016年6月25日 花伝社　ISBN 978-4763407832）[40]
- 実務がわかるハンドブック　契約法務・トラブル対応の基本［国内契約書編］（2023年6月30日　第一法規　ISBN 978-4474092044）[41]
- デジタル時代の契約書作成と締結実務（2025年3月28日　中央経済社　ISBN：978-4-502-53041-8）[42]

## 講演・セミナー
- インターネット・ＳＮＳ・スマホトラブルを考える（2017年1月20日、4月16日 ジブツタセミナー）
- 弁護士という仕事－エンタメ・学校×弁護士（2017年7月7日 駒澤大学法学研究所）[43][44]
- 映像制作ビジネスと著作権～テレビ・映画・動画配信等における著作権と実演家の権利の取扱いは～（2018年3月8日 NPO法人JAVCOM No.151セミナー）[45]
- テレビ放送・二次利用における関連法規と クレーム対応の実務・実践（2018年5月25日 新社会システム総合研究所）[46]
- テレビ番組制作、二次利用の権利処理とクレーム・出演者不祥事対応の実務（2019年5月31日 新社会システム総合研究所）[47]
- ドラマ・映画製作における著作権法上・実務上の許諾取得（2019年9月27日 新社会システム総合研究所）
- テレビ番組二次利用（ネット配信）に係る法律実務２０２０～ドラマ、バラエティ、ドキュメンタリーを中心に～（2020年3月10日 新社会システム総合研究所）
- エンタメ×弁護士（2020年7月10日 大正大学地域創生学部地域創生学科・法律学2）[48]
- 会社員が知っておくべき契約知識」（2020年11月17日 主婦の友インフォス）
- コロナ禍におけるテレビ番組の二次利用・ネット配信に係る法律実務2021（2021年3月12日 新社会システム総合研究所）[49]
- フリーランスモデル・タレントのための「契約書の読み方講座」（2021年4月8日、6月9日）
- 著作権セミナー（作詞・作曲に関する権利関係について）（2021年11月11日 セントラル愛知交響楽団）
- 第9回 賛助会員＆加盟社合同オンラインセミナー（著作権に関して）（2021年11月15日 日本声優事業者協議会）
- コロナ禍におけるテレビ番組の二次利用・ネット配信に係る法律実務2022（2022年2月9日 新社会システム総合研究所）
- テレビ番組制作と二次利用における著作権法・実務上の権利処理（2022年9月29日 新社会システム総合研究所）
- TV番組制作・二次利用に係わる著作権法・実務上の許諾取得～制作現場の時系列を追いながらトラブル防止を目指す（2023年3月8日 新社会システム総合研究所）[50]
- 二次利用を見据えたテレビ番組制作の著作権と実務（2023年9月12日 新社会システム総合研究所）[51]
- 生成系ＡＩコンテンツの著作権侵害対策（2023年9月26日 新社会システム総合研究所）[52]
- テレビ番組制作の著作権と二次利用の許諾・権利処理2024（2024年2月27日 新社会システム総合研究所）[53]
- 生成系ＡＩの著作権法の最新動向と対策（2024年3月11日 新社会システム総合研究所）[54]